# 紋唇龍脊魨
紋唇龍脊魨為輻鰭魚綱魨形目四齒魨亞目四齒魨科的其中一種，為熱帶淡水魚，分布於亞洲沙勞越淡水水域，體長可達4公分，棲息在砂泥底質有沉積物的水域，生活習性不明。